# Johann Christian Krüger
Johann Christian Krüger (14 de novembre de 1723, Berlín - 23 d'agost de 1750, Hamburg) va ser un escriptor, actor i dramaturg alemany. Va ser el fill d'un sabater, va estudiar teologia a Halle i a Wittenberg i l'any 1742 va entrar com a actor a la companyia de Johann Friedrich Schönemann, per a la qual també va escriure obres i va realitzar traduccions del francès. Gotthold Ephraim Lessing va escriure sobre ell a la 83a part de la seva Hamburgischen Dramaturgie. L'any 1763 aparegué una col·lecció de les seves obres.

## Obres
- Die Geistlichen auf dem Lande, 1743
- Der blinde Ehemann
- Die Kandidaten oder die Mittel zu einem Amt zu gelangen, 1747
- Der verehelichte Philosoph
- Der Teufel ein Bärenhäuter
- Herzog Michel

Obres completes
- Johann Christian Krügers Poetische und Theatralische Schriften, publicada per Johann Friedrich Löwen. Weidmann und Reich, Leipzig 1763
- Johann Christian Krüger: Werke. Kritische Gesamtausgabe, publicada per David G. John. iemeyer, Tübingen, 1986, ISBN 3-484-28037-9